# Lagartixa-de-luto
A lagartixa-do-luto (Lepidodactylus lugubris) é uma espécie de lagarto, uma lagartixa da família Gekkonidae.

## Descrição
A lagartixa-do-luto mede de 8,5 a 10 cm de comprimento, incluindo a cauda (de 4 a 4,4 cm do focinho à abertura). Ela tem uma coloração críptica, tipicamente de bronzeado claro a escuro, com manchas escuras ao longo do dorso e uma faixa marrom da orelha até a ponta do nariz. Essa espécie é capaz de mudar de cor e, portanto, o mesmo indivíduo pode parecer claro ou escuro em diferentes momentos do dia.

## Comportamento e ecologia
A L. lugubris é principalmente noturna, mas ocasionalmente é encontrada exposta, mas próxima a uma cobertura durante o dia.
Essa espécie é quase toda composta por fêmeas e se reproduz por partenogênese. Embora os machos ocorram ocasionalmente, eles são muito raros e geralmente estéreis. As fêmeas põem de 1 a 2 ovos por vez e os colam em superfícies em locais protegidos. As ninhadas são colocadas a cada 4 a 6 semanas.
O mecanismo partenogenético obrigatório envolve a endoreplicação pré-meiótica dos cromossomos.

## Distribuição
Essa espécie é muito difundida nas regiões costeiras dos oceanos Índico e Pacífico, incluindo Maldivas, Sri Lanka, Índia, Myanmar, Malásia, Vietnã, Tailândia, Camboja, Japão, Taiwan, China, Indonésia, Singapura, Filipinas, Papua Nova Guiné, Fiji, Austrália (Ilha do Coco), Samoa Ocidental, Guam, Arquipélago da Sociedade, Ilhas Pitcairn e Ilhas Mascarenhas.
Foi introduzida amplamente na região neotropical, inclusive no México, Brasil, Guatemala, Honduras, El Salvador, Nicarágua, Costa Rica, Panamá, Flórida, Bahamas, Equador (incluindo Galápagos), Colômbia e Chile, bem como no Havaí e nas Seicheles, no Oceano Índico.

## Dieta
A L. lugubris é onívora. Na natureza, eles comem uma dieta variada de insetos, aranhas, anfípodes, percevejos, frutas, néctar, pólen e até mesmo seus próprios ovos. Elas também se alimentam de geleia, açúcar, bebidas adoçadas e leite, se tiverem oportunidade.

## Em cativeiro
A L. lugubris é ocasionalmente mantida como animal de estimação devido às suas exigências de cuidados simples e natureza social. Como são partenogênicas, essas lagartixas se reproduzem bem em cativeiro e, portanto, a maioria dos indivíduos mantidos como animais de estimação é criada em cativeiro.